# Rouy-le-Petit
Pour les articles homonymes, voir Rouy (homonymie).
Rouy-le-Petit est une commune française située dans le département de la Somme, en région Hauts-de-France.

## Géographie

### Localisation

#### Communes limitrophes
La commune est un village rural picard, situé à 1 km au nord-est de Nesle. La ville la plus importante aux alentours est Saint-Quentin, à 26 km.

### Géologie, relief
Un sol argilo-siliceux recouvre un sous-sol perméable sur la majeure partie du territoire.
La plaine est inclinée au nord-ouest et au nord. À la fin du XIXe siècle, prairies, herbages ou oseraie couvrent la vallée.

### Hameaux et écarts
En 1899, il existait le hameau de Bis-Pont, qui comptait 14 habitants. Il n'était plus mentionné en 1920 ou sur les cartographies actuelles.

### Hydrographie

#### Réseau hydrographique
La commune est située dans le bassin Artois-Picardie. Elle est drainée par le canal du Nord et l'Ingon.
L'Ingon, d'une longueur de 12 km, prend sa source dans la commune de Fonches-Fonchette et se jette  dans le canal du Nord à Rouy-le-Grand, après avoir traversé sept communes.
Une nappe alimentant les puits se situait en 1899 à 10 mètres de profondeur, et, à la même époque, la fontaine publique était alimentée par une source.

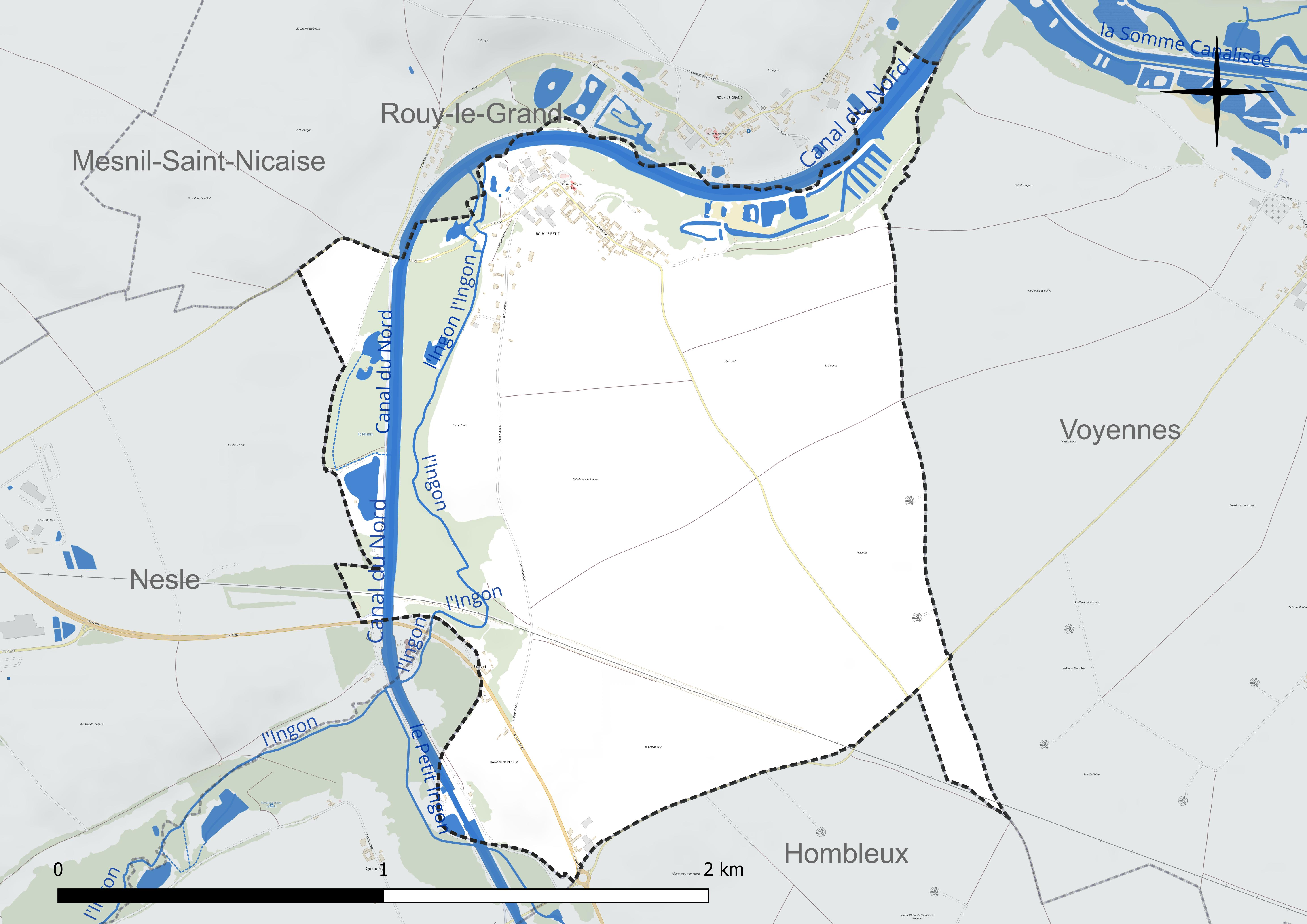
Réseau hydrographique de Rouy-le-Petit.

#### Gestion et qualité des eaux
Le territoire communal est couvert par le schéma d'aménagement et de gestion des eaux (SAGE) « Haute Somme ». Ce document de planification concerne un territoire de 1 798 km2 de superficie, délimité par le bassin versant de la Haute Somme est constitué d'un réseau hydrographique complexe de cours d'eau, de marais, d'étangs et de canaux. Le périmètre a été arrêté le 21 avril 2006 et le SAGE proprement dit a été approuvé le 15 juin 2017. La structure porteuse de l'élaboration et de la mise en œuvre est le syndicat mixte d'aménagement hydraulique du bassin versant de la Somme (AMEVA).
La qualité des cours d'eau peut être consultée sur un site dédié géré par les agences de l'eau et l'Agence française pour la biodiversité.

### Climat
Pour des articles plus généraux, voir Climat des Hauts-de-France et Climat de la Somme.
En 2010, le climat de la commune est de type climat océanique dégradé des plaines du Centre et du Nord, selon une étude du CNRS s'appuyant sur une série de données couvrant la période 1971-2000. En 2020, Météo-France publie une typologie des climats de la France métropolitaine dans laquelle la commune est exposée à un climat océanique et est dans la région climatique Nord-est du bassin Parisien, caractérisée par un ensoleillement médiocre, une pluviométrie moyenne régulièrement répartie au cours de l'année et un hiver froid (3 °C).
Pour la période 1971-2000, la température annuelle moyenne est de 10,4 °C, avec une amplitude thermique annuelle de 14,9 °C. Le cumul annuel moyen de précipitations est de 703 mm, avec 11,5 jours de précipitations en janvier et 8,6 jours en juillet. Pour la période 1991-2020, la température moyenne annuelle observée sur la station météorologique la plus proche, située sur la commune d'Estrées-Mons à 12 km à vol d'oiseau, est de 11,0 °C et le cumul annuel moyen de précipitations est de 647,5 mm,. Pour l'avenir, les paramètres climatiques de la commune estimés pour 2050 selon différents scénarios d'émission de gaz à effet de serre sont consultables sur un site dédié publié par Météo-France en novembre 2022.

## Urbanisme

### Typologie
Au 1er janvier 2024, Rouy-le-Petit est catégorisée commune rurale à habitat dispersé, selon la nouvelle grille communale de densité à sept niveaux définie par l'Insee en 2022.
Elle est située hors unité urbaine et hors attraction des villes,.

### Occupation des sols
L'occupation des sols de la commune, telle qu'elle ressort de la base de données européenne d'occupation biophysique des sols Corine Land Cover (CLC), est marquée par l'importance des territoires agricoles (69 % en 2018), une proportion identique à celle de 1990 (69 %). La répartition détaillée en 2018 est la suivante : 
terres arables (69 %), forêts (22,1 %), zones urbanisées (7,8 %), milieux à végétation arbustive et/ou herbacée (0,5 %), eaux continentales (0,5 %). L'évolution de l'occupation des sols de la commune et de ses infrastructures peut être observée sur les différentes représentations cartographiques du territoire : la carte de Cassini (XVIIIe siècle), la carte d'état-major (1820-1866) et les cartes ou photos aériennes de l'IGN pour la période actuelle (1950 à aujourd'hui).

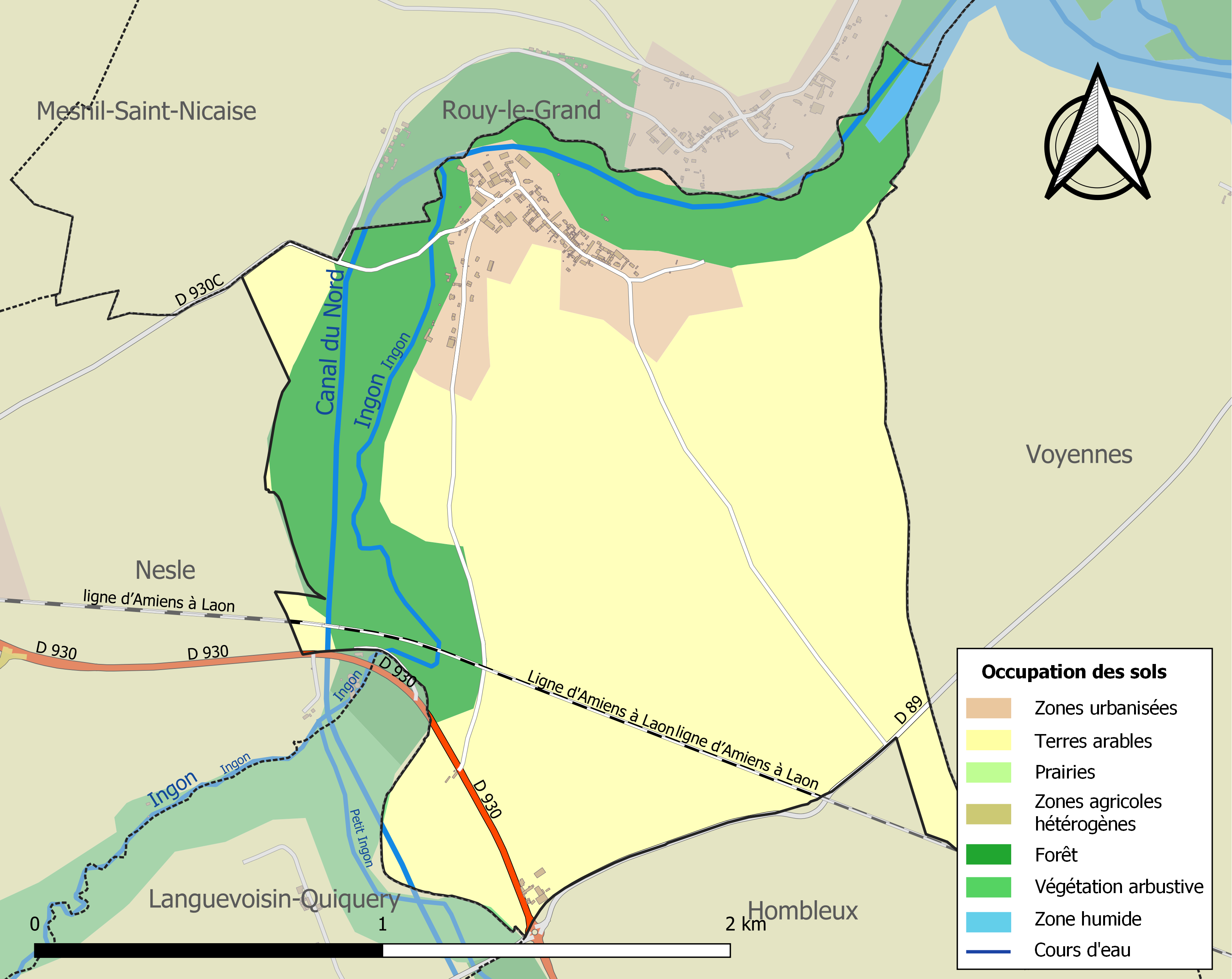
Carte des infrastructures et de l'occupation des sols de la commune en 2018 (CLC).

## Toponymie
Le nom de la localité est attesté sous les formes Roy le Petit (1215) ; Roi le Petit (1230) ; Parvus Royus (1265) ; Petit Roy (1500) ; Petit Roui (1648) ; Petit Rouy (1757) ; Rouy-le-Petit (1836).
Ruit, Rouher, Roïacum, le nom du village serait d'origine gauloise, lié à la présence de l'Ingon et signifierait « rouissage ».
Petit est un adjectif qui signifie entre autres, de taille réduite.

## Histoire
Dès le XIIIe siècle, on relève  mention de la première église.
Antoine de La Fons, seigneur du lieu, est chambellan et bouteiller[Quoi ?] du Vermandois en 1567.
Antoine Bourdin est clerc séculier[C'est-à-dire ?] en 1685.
L'école est bâtie en 1764. Elle a coûté 191 livres et 11 sols. La commune prend en charge 95 livres et 11 sols[Passage problématique], la fabrique règle les 96 livres restantes.
En 1788-1789, les impositions sont arrivées au double de ce qu'elles étaient auparavant : la misère est grande.
À la Révolution française, les marais et les terres qui avaient été enlevées par le seigneur, sont rendus aux habitants.
À la suite de l'incendie du moulin à eau, le village ne dispose plus de la force hydraulique en 1899.
Le village disposait d'une gare sur l'une des lignes  des chemins de fer départementaux de la Somme, un réseau de chemin de fer secondaire à voie métrique, l'embranchement d'Offoy à Ercheu, qui permettant de relier Ham à Noyon par Nesle de 1889 à 1949.
Première Gerre mondiale
Le village est largement détruit pendant la Première Guerre mondiale,
. Il a été décoré de la Croix de guerre 1914-1918 le 27 octobre 1920.

Bataille de Rouy-le-Petit en 1918
.

## Politique et administration

### Rattachements administratifs et électoraux
La commune se trouve dans l'arrondissement de Péronne du département de la Somme. Pour l'élection des députés, elle fait partie depuis 2012 de la cinquième circonscription de la Somme.
Elle faisait partie depuis 1793 du canton de Nesle. Dans le cadre du redécoupage cantonal de 2014 en France, la commune intègre le canton de Ham, dont elle est désormais membre.

### Intercommunalité
La commune  faisait partie de la communauté de communes du Pays Neslois (CCPN), créée fin 2001, et qui succédait au district de Nesle, créé par arrêté préfectoral du 22 mai 1964.
La loi portant nouvelle organisation territoriale de la République (Loi NOTRe) du 7 août 2015, prévoyant que les établissements publics de coopération intercommunale (EPCI) à fiscalité propre doivent avoir un minimum de 15 000 habitants, le schéma départemental de coopération intercommunale (SDCI) arrêté par le préfet de la Somme le 30 mars 2016 prévoit notamment la fusion des communautés de communes du Pays Hamois et celle du Pays Neslois, afin de constituer une intercommunalité de 42 communes groupant 20 822 habitants, et précise qu'il « s'agit d'un bassin de vie cohérent dans lequel existent déjà des migrations pendulaires entre Ham et Nesle. Ainsi Ham offre des équipements culturels, scolaires et sportifs (médiathèque et auditorium de musique de grande capacité, lycée professionnel, complexe nautique), tandis que Nesle est la commune d'accueil de grandes entreprises de l'agroalimentaire ainsi que de leurs sous-traitants ».
La fusion intervient le 1er janvier 2017 et la nouvelle structure, dont la commune fait désormais partie, prend le nom de communauté de communes de l'Est de la Somme,.

### Liste des maires
| Période                                  | Période                      | Identité      | Étiquette | Qualité |
| ---------------------------------------- | ---------------------------- | ------------- | --------- | --- |
| Les données manquantes sont à compléter. |                              |               |           | |
| avant 1981                               |                              | Gérard Parain |           | |
| Les données manquantes sont à compléter. |                              |               |           | |
| juin 1995                                | En cours (au 8 octobre 2020) | André Salomé  | UMP → LR  | Agriculteur Président de la CC du Pays Neslois (2001 → 2016) Président de la CC de l'Est de la Somme (2017 → 2020) Réélu pour le mandat 2020-2026, |

## Population et société

### Démographie
L'évolution du nombre d'habitants est connue à travers les recensements de la population effectués dans la commune depuis 1793. Pour les communes de moins de 10 000 habitants, une enquête de recensement portant sur toute la population est réalisée tous les cinq ans, les populations de référence des années intermédiaires étant quant à elles estimées par interpolation ou extrapolation. Pour la commune, le premier recensement exhaustif entrant dans le cadre du nouveau dispositif a été réalisé en 2007.

En 2022, la commune comptait 103 habitants, en évolution de −9,65 % par rapport à 2016 (Somme : −1,26 %, France hors Mayotte : +2,11 %).
| 1793 | 1800 | 1806 | 1821 | 1831 | 1836 | 1841 | 1846 | 1851 |
| ---- | ---- | ---- | ---- | ---- | ---- | ---- | ---- | ---- |
| 176  | 153  | 188  | 208  | 192  | 194  | 221  | 224  | 219  |

| 1856 | 1861 | 1866 | 1872 | 1876 | 1881 | 1886 | 1891 | 1896 |
| ---- | ---- | ---- | ---- | ---- | ---- | ---- | ---- | ---- |
| 204  | 202  | 235  | 202  | 195  | 180  | 179  | 170  | 182  |

| 1901 | 1906 | 1911 | 1921 | 1926 | 1931 | 1936 | 1946 | 1954 |
| ---- | ---- | ---- | ---- | ---- | ---- | ---- | ---- | ---- |
| 174  | 196  | 196  | 132  | 159  | 151  | 141  | 110  | 141  |

| 1962 | 1968 | 1975 | 1982 | 1990 | 1999 | 2006 | 2007 | 2012 |
| ---- | ---- | ---- | ---- | ---- | ---- | ---- | ---- | ---- |
| 139  | 117  | 126  | 107  | 104  | 125  | 127  | 127  | 122  |

| 2017 | 2022 | - | - | - | - | - | - | - |
| ---- | ---- | - | - | - | - | - | - | - |
| 112  | 103  | - | - | - | - | - | - | - |

### Vie associative
En 2019 et depuis quatre ans, des séances d'initiation à la taille des arbres fruitiers sont planifiées chaque année dans le verger conservatoire du village.

## Culture locale et patrimoine

### Lieux et monuments
- Église Saint-Éloi[31], reconstruite toute en briques rouges, après les destructions de la Première Guerre mondiale.

- Stèle commémorative, faisant office de monument aux morts.
- Une stèle commémorant la disparition du soldat Alexis Soudry, pendant la Première Guerre mondiale, est installée à l'entrée du village. Son corps n'a jamais été retrouvé[32].
- Un verger-conservatoire ou arboretum a été aménagé en 2001 dans la commune et préserve plus de 100 variétés d'arbres. Il constitue une étape de promenade, derrière l'église[33],[17].

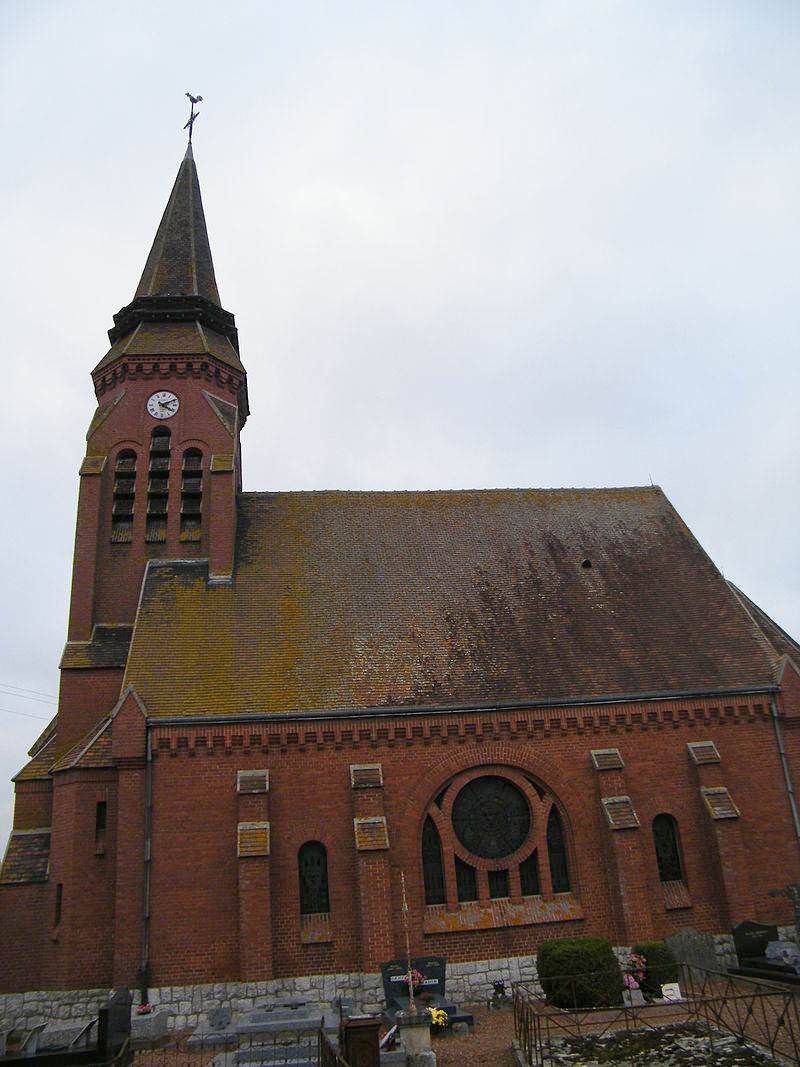
L'église Saint-Éloi.
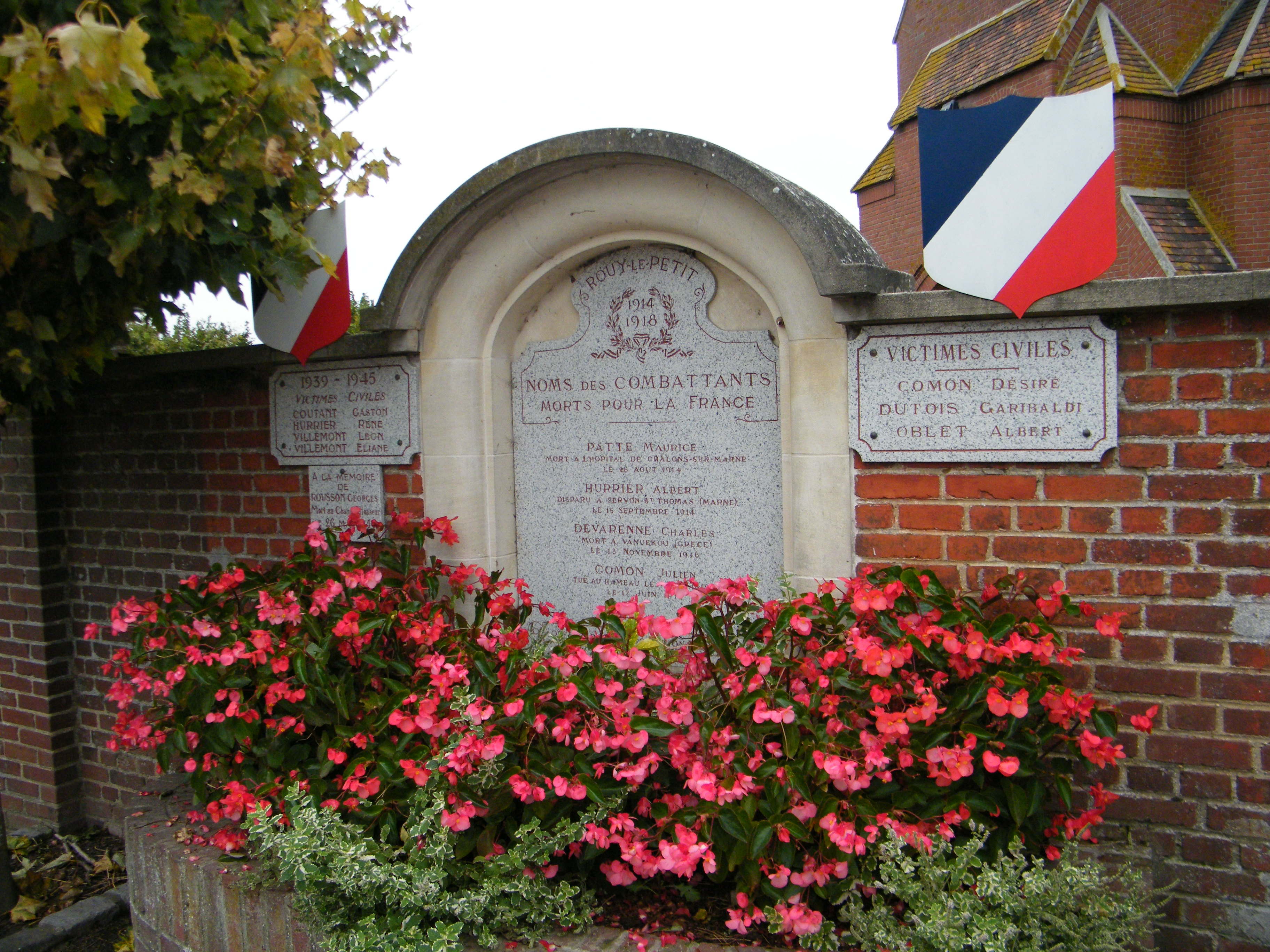
Monument aux morts.
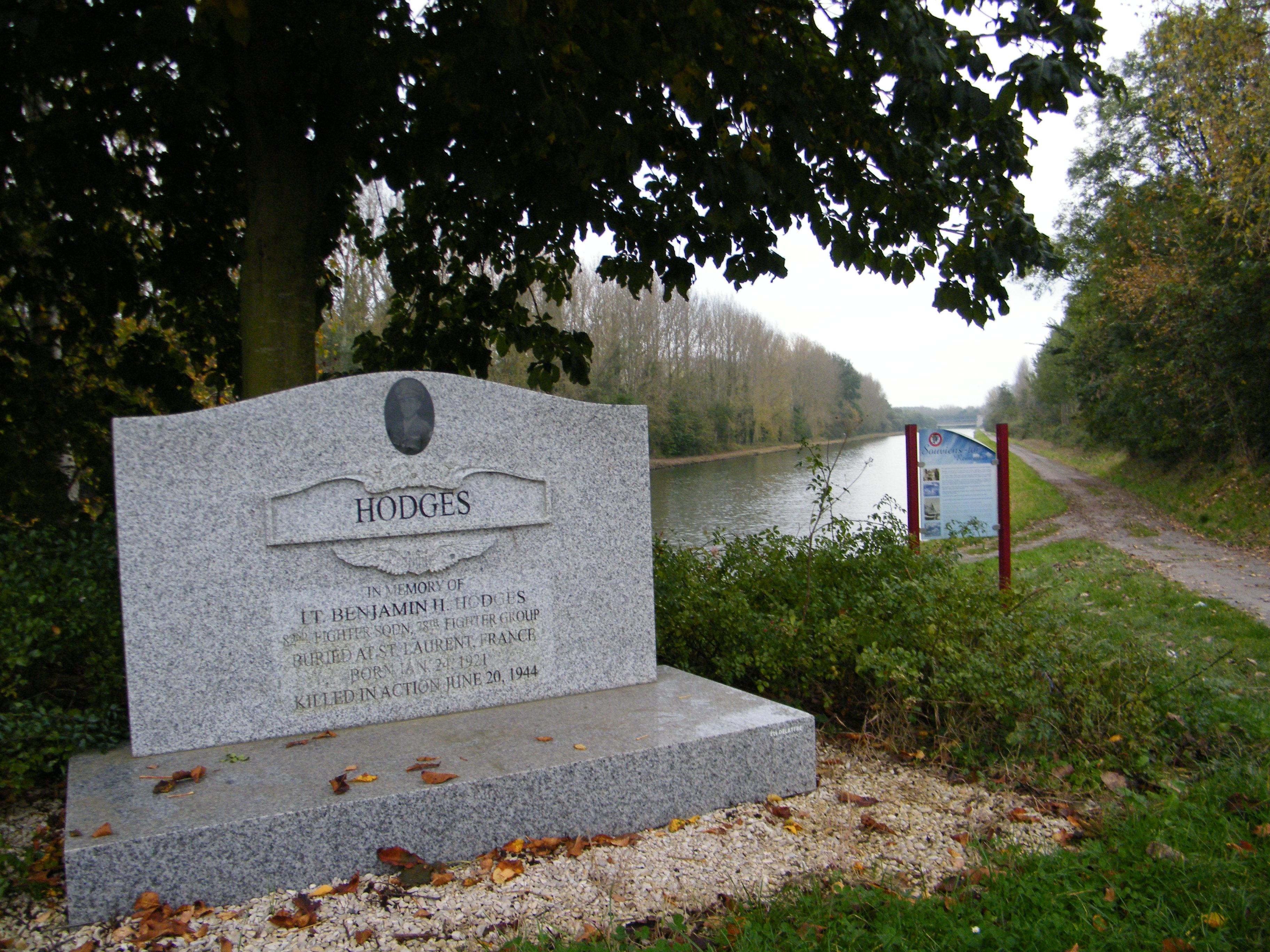
Hommage aux victimes de la Seconde Guerre mondiale.
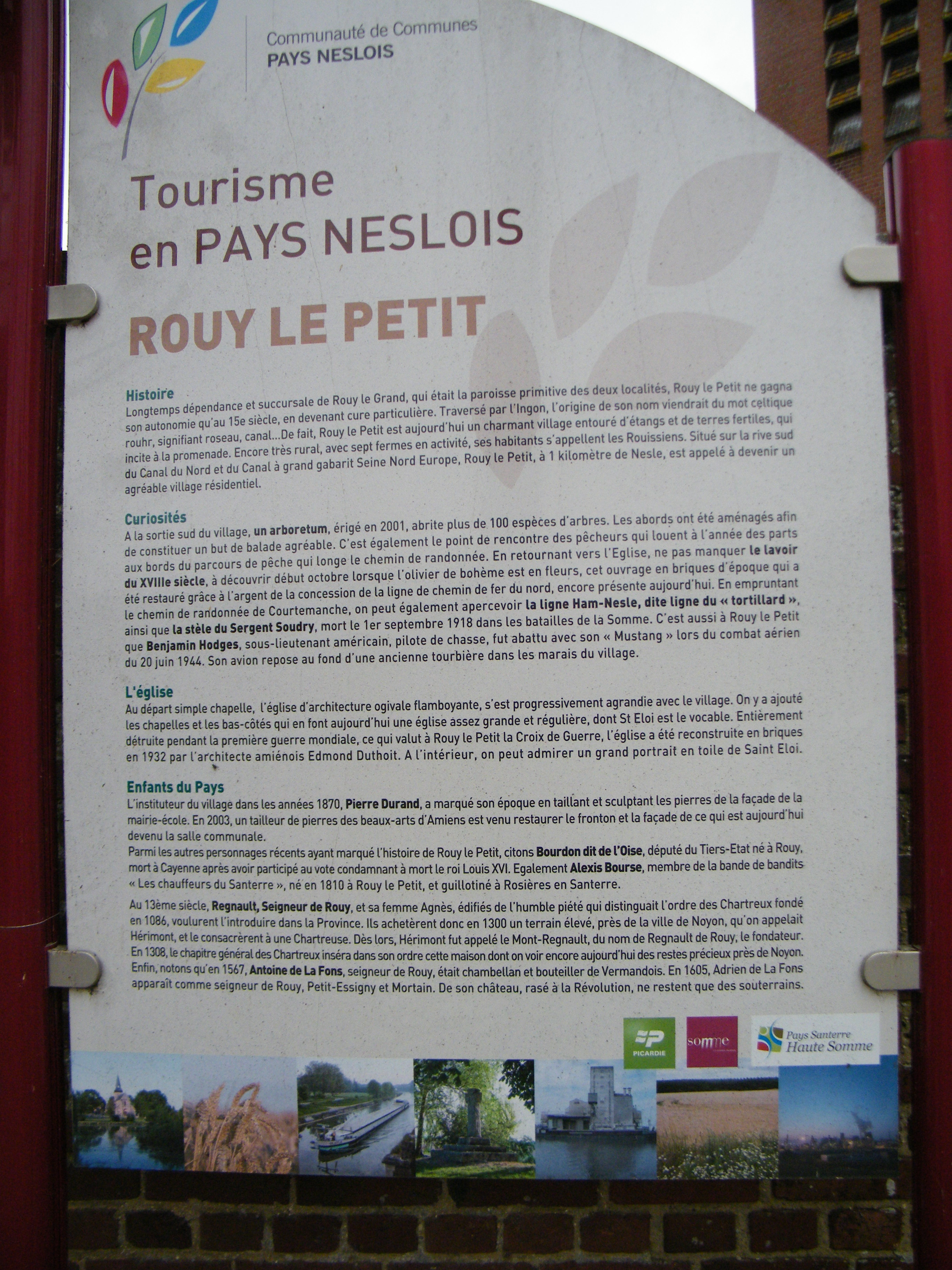
Panneau d'histoire locale.

### Personnalités liées à la commune
- François-Louis Bourdon dit Bourdon de l'Oise, du nom de son département, né au Rouy-le-Petit le 11 janvier 1758 et mort en déportation à Sinnamary en Guyane, le 22 juin 1798, un homme politique de la Révolution française.
- Sergent Soudry, mort le 1er septembre 1918 dans les batailles de la Somme. Une stèle commémore son sacrifice[17].
- Benjamin Hodges, sous-lieutenant de l'US Air Force, pilote de chasse abattu le 20 juin 1944 aux commandes de son Mustang, lors des combats de la Libération de la France[17].